# Josh Atencio
Joshua Atencio (Bellevue, 31 gennaio 2002) è un calciatore statunitense, centrocampista del Colorado Rapids.

## Carriera
Cresciuto nel settore giovanile dei Seattle Sounders, dove entra nel 2016, inizia la propria carriera nel 2018 con il Tacoma Defiance, la squadra riserve dei Sounders all'epoca nota come Seattle Sounders 2.
Nel 2019 firma il suo primo contratto professionistico e l'anno seguente viene promosso in prima squadra; debutta in Major League Soccer il 20 luglio 2020 in occasione del match vinto 3-0 contro il Vancouver Whitecaps.

### Nazionale
Il 5 gennaio 2024 viene convocato per la prima volta in nazionale maggiore, con cui fa il suo esordio quindici giorni dopo nella gara amichevole persa in casa per 0-1 contro la Slovenia.

## Statistiche

### Presenze e reti nei club
Statistiche aggiornate al 6 ottobre 2023.
| Stagione        | Squadra          | Campionato      | Campionato | Campionato | Coppe nazionali | Coppe nazionali | Coppe nazionali | Coppe continentali | Coppe continentali | Coppe continentali | Altre coppe | Altre coppe | Altre coppe | Totale | Totale |
| Stagione        | Squadra          | Comp            | Pres       | Reti       | Comp            | Pres            | Reti            | Comp               | Pres               | Reti               | Comp        | Pres        | Reti        | Pres   | Reti   |
| --------------- | ---------------- | --------------- | ---------- | ---------- | --------------- | --------------- | --------------- | ------------------ | ------------------ | ------------------ | ----------- | ----------- | ----------- | ------ | ------ |
| 2018            | Tacoma Defiance  | USL             | 2          | 1          |                 | -               | -               |                    | -                  | -                  |             | -           | -           | 2      | 1      |
| 2019            | Tacoma Defiance  | USL             | 25         | 1          |                 | -               | -               |                    | -                  | -                  |             | -           | -           | 25     | 1      |
| 2020            | Tacoma Defiance  | USL             | 2          | 0          |                 | -               | -               |                    | -                  | -                  |             | -           | -           | 2      | 0      |
| 2021            | Tacoma Defiance  | USL             | 2          | 0          |                 | -               | -               |                    | -                  | -                  |             | -           | -           | 2      | 0.     |
| 2022            | Tacoma Defiance  | MLSNP           | 6          | 0          |                 | -               | -               |                    | -                  | -                  |             | -           | -           | 6      | 0      |
| 2023            | Tacoma Defiance  | MLSNP           | 7          | 1          |                 | -               | -               |                    | -                  | -                  |             | -           | -           | 7      | 1      |
| 2020            | Seattle Sounders | MLS             | 5          | 0          |                 | -               | -               |                    | -                  | -                  | MisB        | 2           | 0           | 7      | 0      |
| 2021            | Seattle Sounders | MLS             | 24+1       | 0          |                 | -               | -               | LC                 | 2                  | 0                  |             | -           | -           | 27     | 0      |
| 2022            | Seattle Sounders | MLS             | 18         | 0          | USOC            | 1               | 0               | CCL                | 0                  | 0                  |             | -           | -           | 19     | 0      |
| 2023            | Seattle Sounders | MLS             | 20         | 1          | USOC            | 2               | 0               | LC                 | 2                  | 0                  | CwC         | 1           | 0           | 25     | 1      |
| Totale carriera | Totale carriera  | Totale carriera | 112        | 4          |                 | 3               | 0               |                    | 4                  | 0                  |             | 3           | 0           | 122    | 4      |

### Cronologia presenze e reti in nazionale
| Cronologia completa delle presenze e delle reti in nazionale ― Stati Uniti | Cronologia completa delle presenze e delle reti in nazionale ― Stati Uniti | Cronologia completa delle presenze e delle reti in nazionale ― Stati Uniti | Cronologia completa delle presenze e delle reti in nazionale ― Stati Uniti | Cronologia completa delle presenze e delle reti in nazionale ― Stati Uniti | Cronologia completa delle presenze e delle reti in nazionale ― Stati Uniti | Cronologia completa delle presenze e delle reti in nazionale ― Stati Uniti | Cronologia completa delle presenze e delle reti in nazionale ― Stati Uniti |
| Data                                                                       | Città                                                                      | In casa                                                                    | Risultato                                                                  | Ospiti                                                                     | Competizione                                                               | Reti                                                                       | Note                                                                       |
| -------------------------------------------------------------------------- | -------------------------------------------------------------------------- | -------------------------------------------------------------------------- | -------------------------------------------------------------------------- | -------------------------------------------------------------------------- | -------------------------------------------------------------------------- | -------------------------------------------------------------------------- | -------------------------------------------------------------------------- |
| 20-1-2024                                                                  | San Antonio                                                                | Stati Uniti                                                                | 0 – 1                                                                      | Slovenia                                                                   | Amichevole                                                                 | -                                                                          | 61’                                                                        |
| Totale                                                                     |                                                                            | Presenze                                                                   | 1                                                                          |                                                                            | Reti                                                                       | 0                                                                          |                                                                            |

## Palmarès

### Club

#### Competizioni internazionali
- CONCACAF Champions League: 1

Seattle Sounders: 2022